# Nice to Meet Ya (Niall Horan)
Nice to Meet Ya è un singolo del cantante irlandese Niall Horan, pubblicato il 4 ottobre 2019 come primo estratto dal secondo album in studio Heartbreak Weather.
Il brano è stato scritto dallo stesso cantante con Ruth-Anne Cunningham, e prodotto da Julian Bunetta.

## Tracce
1. Nice to Meet Ya – 2:38

## Classifiche
| Classifica (2019-20) | Posizione massima |
| -------------------- | ----------------- |
| Australia            | 60                |
| Belgio (Fiandre)     | 30                |
| Belgio (Vallonia)    | 53                |
| Canada               | 55                |
| Croazia              | 59                |
| Grecia               | 47                |
| Irlanda              | 7                 |
| Lituania             | 25                |
| Paesi Bassi          | 34                |
| Regno Unito          | 22                |
| Repubblica Ceca      | 55                |
| Romania              | 28                |
| Slovacchia           | 40                |
| Stati Uniti          | 63                |
| Svizzera             | 95                |